# Simon Poulain
Simon Poulain (La Louvière, 13 januari 1906 – ?, 3 maart 2004) was een Belgisch componist, muziekpedagoog, militaire kapelmeester, cornettist en trompettist.

## Levensloop
Poulain studeerde na een opleiding aan het conservatorium van La Louvière aan het Koninklijk Conservatorium te Bergen (België). Aldaar behaalde hij een eerste prijs voor cornet. Vervolgens studeerde hij harmonie, contrapunt en fuga aan het Koninklijk Conservatorium te Brussel en behaalde daar een eerste prijs trompet in 1928.
Al in 1926 werd hij trompettist in het Groot Harmonieorkest van de Belgische Gidsen te Brussel. In 1934 werd hij militaire kapelmeester van de Muziekkapel van het 2e Linie-Regiment te Gent. In 1937 werd hij dirigent van de Muziekkapel van het 1e Regiment Carabiniers te Brussel en in 1945 dirigent van de Muziekkapel van het 1e Regiment Grenadiers. In 1946 werd hij dirigent van de Muziekkapel van de 4e Brigade der Infanterie, die in Duitsland gestationeerd was. Op 1 januari 1948 werd hij dirigent van het Groot Harmonieorkest van de Belgische Gidsen te Brussel. In deze functie bleef hij tot 31 maart 1957. Gedurende de negen jaar van zijn dirigentschap wist hij talrijke successen in binnen- en buitenland in de wacht te slepen. Van zijn hand zijn er verschillende transcripties en bewerkingen van Belgische en buitenlandse toondichters: Sylvain Dupuis, Godfried Devreese, Toussaint de Sutter, Jean Absil (Peau d'âne), Gaston Brenta, Raymond Moulaert (Symphonie de valses), Marcel Poot (Allegro symphonique), Camille Schmit (Musique pour piano et orchestre), Maurice Ravel, Domenico Cimarosa, Sergej Prokofjev (Symphonie classique), René Bernier en Eugène Bozza (Pax triumphans). Hij werd tot ere-dirigent van de Koninklijke Muziekkapel der Gidsen.
Vervolgens was hij directeur van het conservatorium van La Louvière tot 1975. Hij was eveneens ere-voorzitter van de Franstalige Union des Sociétés Musicales de la Communauté Française de Belgique (U.S.M.).
Hij dirigeerde ook verschillend amateur-blaasorkesten, zoals de Koninklijke harmonie van Morlanwelz, de Union des Fanfares de Nismes, de Koninklijke harmonie Dout en de Royale Fanfare Amitié «Les Noirs» d'Eugies.
Als componist schreef hij werken voor harmonieorkest.

## Composities

### Werken voor harmonieorkest
- La Charge de Burkel
- Marche solennelle
- Marche de la Brigade Piron
- Marche de la Libération
- Marche de la Police Militaire
- Marche de La Louvière
- Marche du Hainaut
- Mars van het 1e Artillerie Regiment
- Mars van de 1e Infanterie Brigade
- Souvenir d'Avesnes

### Kamermuziek
- Melodie, voor altsaxofoon